# Nintendogs
Nintendogs is een spel waarbij men een puppy opvoedt door kunstjes aan te leren. Ook moet men hem verzorgen: eten en drinken geven, uitlaten en wassen. Het spel werd in Nederland en België gelanceerd op 7 oktober 2005 en maakt gebruik van de mogelijkheden van de Nintendo DS.

## Doel
Het doel van het spel is om een puppy zo goed mogelijk af te richten waardoor hij op hondenshows zo goed mogelijk kan presteren. Daarmee kan een speler geld verdienen en daarvan dingen gaan kopen, zoals verzorgspullen voor de puppy. Men kan tot maximaal drie puppy's in huis hebben en kan daarnaast ook nog vijf honden bij het Dog Hotel (hondenhotel)laten verzorgen. Door naar het hondenhotel toe te gaan, kunnen honden ernaartoe worden gebracht en kunnen er honden uit worden gehaald.
De puppy blijft klein en groeit dus niet. In totaal kan een speler dus acht honden hebben per spel. Daarnaast is het de bedoeling dat de honden zo goed mogelijk presteren op de Frisbee-gooi-wedstrijden en de behendigheidswedstrijden. De speler bestuurt niet de puppy zelf, maar is het baasje van de pup.
Er zijn op dit moment vier versies:
- Chihuahua & Friends met:
  - Chihuahua,
  - Yorkshire Terriër,
  - Duitse Herder,
  - Cavalier King Charles-spaniël,
  - Sheltie,
  - Boxer
- Labrador & Friends met:
  - Labrador Retriever,
  - Dwergschnauzer,
  - Dwergpoedel,
  - Dwergpincher,
  - Welsh Corgi Pembroke,
  - Shiba Inu
- Teckel (Dachshund) & Friends met:
  - Dwergteckel,
  - Beagle,
  - Shih Tzu,
  - Mopshond,
  - Golden Retriever,
  - Siberische Husky
- Dalmatiër & Friends met:
  - Dalmatiër
  - Boxer
  - Duitse herder
  - Yorkshire Terriër
  - Golden Retriever
  - Beagle

## De puppy uitlaten
Een speler kan zijn puppy uitlaten, zodat hij zijn behoeftes kan doen en contact kan leggen met andere puppy's in de buurt. Dit werkt als volgt: men kiest een uitlaatroute op een wijkkaart, hierbij kan men ook zien hoeveel men zijn puppy kan uitlaten. Op de kaart ziet men ook waar gebeurtenissen plaatsvinden (blauw vraagteken): hier kan men cadeautjes vinden of andere puppy's tegenkomen. Tevens staan de parken (handig voor het oefenen van frisbee-gooien), winkels, agility trial oefenpark (behendigheidstrainingen) aangegeven. Het is de bedoeling dat men elke keer verder kan komen op de kaart en daardoor nieuwe plaatsen kan ontdekken. Wanneer men een cadeautje niet wil hebben kan men dat  verkopen in de winkel voor tweedehands spullen.

## Trucjes
Trucjes kan men hem leren door middel van de spraakherkenning van de Nintendo DS. Stel dat de puppy een trucje doet, dan geeft het spel de speler de mogelijkheid om een woord in te spreken, wat de puppy dan ook gedeeltelijk onthoudt. Na twee keer oefenen met beloning in de vorm van aaien leert de puppy dan dat trucje. Het spel heeft dan ook de mogelijkheid het woord op te slaan in het geheugen. Wanneer men het trucje dan vaak genoeg herhaalt zal de puppy het trucje beter leren, waardoor hij het altijd kan.

## Agility Contests (behendigheidswedstrijden)
Om toegang tot de behendigheidswedstrijden te krijgen moet men tijdens het uitlaten van de hond naar de Agility Trial (behendigheidsoefeningen)gaan. Als de hond hier lang en goed genoeg door tunnels is gekropen en over hindernissen heeft gesprongen, krijgt men het bericht dat de Agility Contests (behendigheidswedstrijden) beschikbaar zijn. Er zijn verschillende niveaus behendigheidswedstrijden: de eerste niveaus hebben enkel hindernissen en tunnels, maar hoe hoger het niveau, hoe pittiger de concurrentie en hoe meer variatie in de obstakels. Behendigheidswedstrijden kunnen worden gewonnen door het parcours sneller af te leggen dan de computergestuurde andere honden. Men krijgt straftijd als de puppy een fout maakt.

## Shows
Deze trucjes kan de puppy dan zo goed mogelijk uitvoeren op shows. Wordt de pup eerste in de show, dan verdient de speler daar geld mee. Van dit geld kan men voer kopen en het huis, waar men het grootste deel van het spel is, inrichten.
De pup moet de trucs wel binnen de tijden doen, want anders krijgt men minder punten.

## Trivia
- Het spel is opgenomen in het boek 1001 Video Games You Must Play Before You Die van Tony Mott.
- Er is tevens een game uitgekomen voor de Nintendo 3DS waarbij ook katten kunnen worden opgevoed. Deze versie heet Nintendogs + Cats. Dit spel omvat tevens een AR-functie waarmee men zijn virtuele puppy live op de hand of in de huiskamer kan laten verschijnen.